# Eichhornia paniculata
Eichhornia paniculata es una especie de la familia del jacinto de agua (Pontederiaceae), dentro del orden Commelinales en lo que comúnmente llamamos grupo de las monocotiledóneas, aunque hoy en día se agrupan dentro del grupo Liliopsida. El nombre del género Eichhornia fue dado en honor del político de Prusia del siglo XIX Johann Albrecht Freidrich Eichhorn, la especie, E. paniculata, se refiere a la forma de sus inflorescencias en panícula.

## Clasificación y descripción
Planta perteneciente la familia Pontederiaceae. Planta acuática, herbácea anual, emergente, enraizada; hojas no arrosetadas, ni con el peciolo inflamado o “inflado”; inflorescencia espiciforme.

## Distribución
Su distribución abarca desde el sur de México hasta Centro y Sudamérica, incluyendo Las Antillas; en México solo se conoce para los estados de Oaxaca y Yucatán.

## Ambiente
Habita en charcas temporales, se le considera una especie rara por las pocas colectas de las se tiene conocimiento.

## Estado de conservación
En México se cataloga bajo “En Peligro” en la NOM-059-SEMARNAT-2010; esta especie aun no ha sido evaluada por la Lista Roja de Especies Amenazadas.